# Anísio da Rocha
Anísio da Silva da Rocha (* 13. Oktober 1912 in Rio de Janeiro; † nach 1988) war ein brasilianischer Moderner Fünfkämpfer und Vielseitigkeitsreiter.
Anísio da Rocha nahm an den Olympischen Sommerspielen 1936 in Berlin im Modernen Fünfkampf teil, wo er den 39. Rang belegte. 1948 bei den Olympischen Spielen in London nahm er am Vielseitigkeitsreiten teil. 1988 wurde ihm der Olympische Orden verliehen.